# Yokota Takatoshi
Pour les articles homonymes, voir Yokota.
Yokota Takatoshi est un nom japonais traditionnel ; le nom de famille (ou le nom d'école), Yokota, précède donc le prénom (ou le nom d'artiste).
Yokota Takatoshi (横田 高松, Yokota Takatoshi, né en 1487 et mort le 9 novembre 1550) est l'un des 24 généraux de Shingen Takeda. C'est un samouraï de l'époque Sengoku au service du clan Takeda.

## Biographie
Bien que n'étant pas un vassal de haut rang, il attire l'attention de Nobutora Takeda puis de Shingen Takeda pour sa bravoure au combat et ses compétences au tir à l'arc ainsi qu'en arts martiaux qu'il acquiert à un jeune âge. Il sert le clan Takeda au cours de nombreux conflits, gagnant ainsi le respect de ses maitres et se retrouve promu capitaine des ashigaru.
Dans les années 1540, il est l'un des principaux généraux de Shingen Takeda durant sa longue guerre contre le clan Murakami, lors de laquelle il participe à la bataille de Shiga en 1547.
En 1550, Shingen Takeda commence à aspirer à une avancée de la province de Shinano, aspiration renforcée par l'ascension de Murakami Yoshikiyo, vassal du clan Uesugi et proche allié de Kenshin Uesugi dans cette province. Yoshikiyo Murakami devant être éliminé, Shingen Takeda ordonne à Takatoshi Yokota ainsi qu'à Yukitaka Sanada de prendre le commandement d'un corps expéditionnaire, celui-là même qu'ils commanderont lors du siège du château de Toishi appartenant à Murakami Yoshikiyo. Il est tué au cours de cette bataille, lors d'un combat au corps à corps, après avoir reçu de nombreuses blessures. Ses forces viendront finalement à bout de l'armée de Yoshikiyo Murakami en 1551 après d'âpres combats.
Sa mort affecte beaucoup Shingen Takeda, ce dernier avait l'habitude de dire à ses vassaux les plus jeunes de prendre exemple sur Takatoshi Yokota.

## Autres informations
- Takatoshi Yokota portait une armure do-maru verte avec de longues protections pour les cuisses.
- À sa mort, Yasukage Yokota lui succéda à la tête de son clan.